# Meester van Antoon van Bourgondië

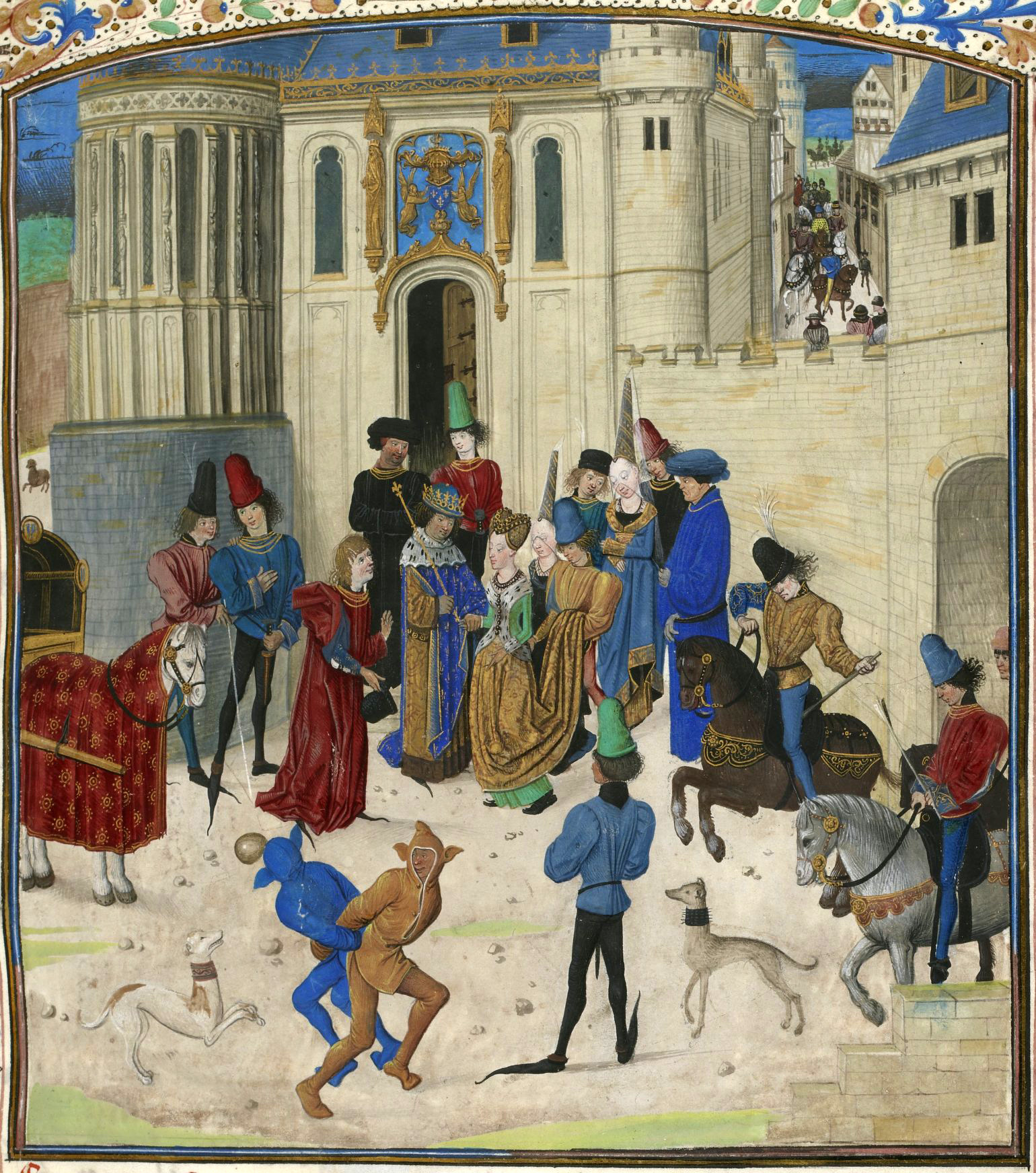
Kroniek van Froissart, De aankomst van Isabella van Beieren in Parijs, BnF Ms. fr. 2646, f6r.

De Meester van Antoon van Bourgondië  is de noodnaam voor een miniaturist die werkzaam was in Brugge tussen 1460 en 1490. Hij werkte voor het Bourgondische hof, onder meer voor Karel de Stoute en Antoon van Bourgondië en voor leden van de hofkringen van de hertogen van Bourgondië zoals Lodewijk van Gruuthuse. Hij is vooral bekend voor de verluchting van seculiere werken.

## Identificatie
Hij kreeg zijn noodnaam van Friedrich Winkler naar een drietal manuscripten die hij zou verlucht hebben voor Antoon van Bourgondië, een bastaardzoon van Filips de Goede.
Deze drie werken werden geïllustreerd door meerdere kunstenaars maar het werk van de miniaturist die geïdentificeerd werd als de Meester van Antoon van Bourgondië is duidelijk herkenbaar aan het hoge artistieke niveau. De meester was duidelijk aanwijsbaar voor de meeste miniaturen in het Parijse en het Berlijnse handschrift, maar slechts tien van de kleine miniaturen in het Haagse handschrift zouden van zijn hand zijn.

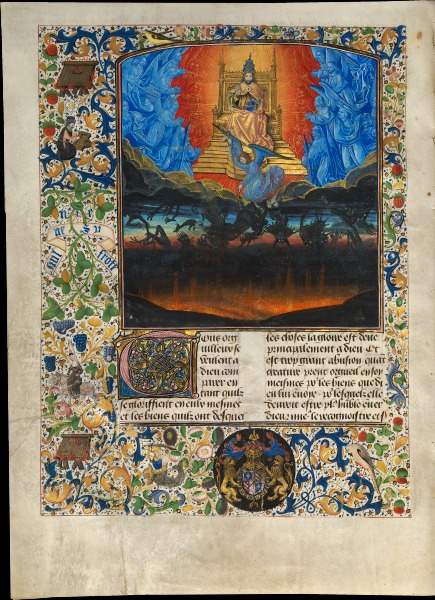
Val van de opstandige engelen, BnF, Mss. Smith-Lesouëf 73, f1v

## Stijlkenmerken
Karakteristiek voor de meester zijn de personages die zeer expressief zijn zowel in de gelaatsuitdrukking als in de bewegingen die worden voorgesteld. Hij heeft een voorkeur voor het afbeelden van personen langs achteren gezien of met een gebogen hoofd zodat hun gezicht verborgen is door hun hoed, nochtans is hij een meester in het weergeven van emoties op de gezichten van zijn personages. De figuren die hij op de rug gezien afbeeldt suggereren heel mooi de beweging. Vrouwen beeldde hij af met half gesloten oogleden, de gezichtjes zijn beminnelijk en schuchter. De onderlinge relaties van de personages en hun plaatsing in de ruimte werden meesterlijk uitgevoerd, maar de meester is minder bedreven in het gebruik van een natuurlijk lineair perspectief en in de ruimtelijke weergave van landschappen en gebouwen.  De structuur van stoffen, houtwerk en steen wordt dan weer nauwgezet en realistisch weergegeven. Typisch voor de meester is ook het weergeven van personages en voorwerpen die door het kader worden afgesneden.

## Invloed
De meester heeft vernieuwing gebracht in de Brugse schilderkunst van de jaren 1470. Hoewel hij zelf schatplichtig was aan de stijl van Loyset Liédet en van Willem Vrelant slaagde hij erin zijn eigen accenten in zijn werk te leggen en de Brugse stijl een nieuw elan te geven. Hij werd omringd door een aantal andere kunstenaars die zijn stijl gebruikten en hebben voortgezet zoals de Meester van Margaretha van York, de Meester van het gebedenboek van Dresden, de Meester van de Weense kronieken van Engeland en de Meester van de Londense Wavrin.

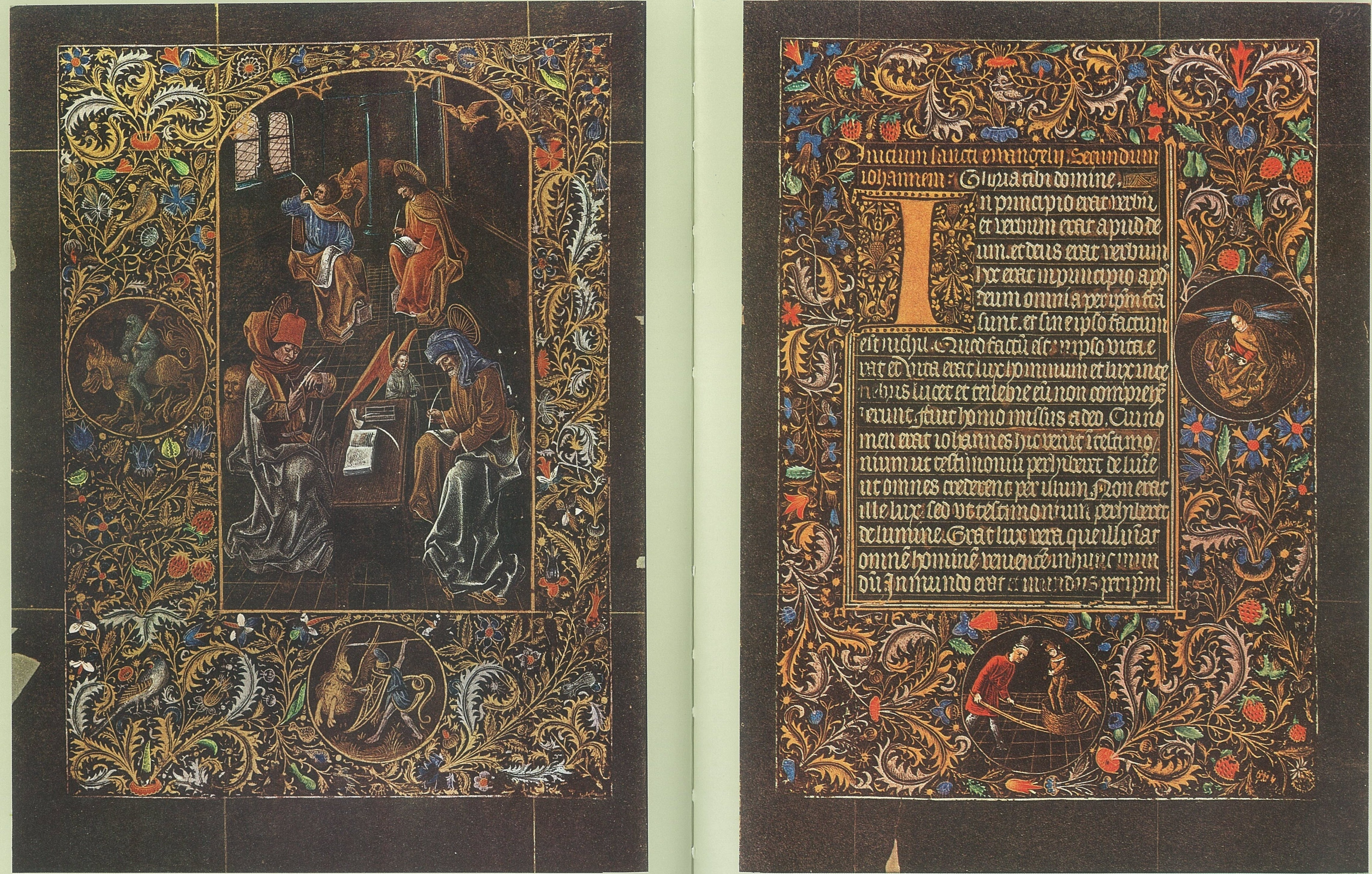
Begin van de sectie met uittreksels uit de evangelies

## Toeschrijving
Door Antoine de Schryver werd deze meester geassocieerd met Philippe de Mazerolles (zie ook Zwarte getijdenboek van Galeazzo Maria Sforza voor meer details) maar deze stelling wordt zeker niet algemeen aanvaard. Deze these wordt verworpen door Pascal Schandel, maar ook Dagmar Thoss en Ulrike Jenni enerzijds en Bodo Brinkmann anderzjds betwijfelen de conclusies van De Schryver. Dagmar Thoss en Ulrike Jenni pleiten voor een Hollandse herkomst van de miniaturist, Bodo Brinkman denkt dan weer aan de Meester van de Fitzwilliam 268.

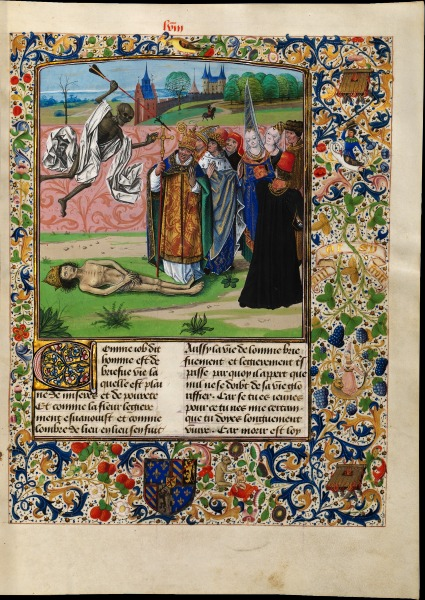
De dood die de machtigen bedreigt, BnF Smith-Lesouëf Mss. 73, f58r.

## Werken
Op basis van de stijl van de miniaturen in de drie voornoemde werken werd nog een ganse reeks andere manuscripten volledig of voor een deel toegewezen aan de meester en zijn omgeving. Het aan hem toegeschreven oeuvre omvat dus:
Basiswerken
- Facta et dicta memorabilia van Valerius Maximus, Staatsbibliothek zu Berlin - Preußischer Kulturbesitz, Breslau 2 (vol 1)
- Compendium historiae universalis van Egidius de Roya, Den Haag, Museum Meermanno, Ms. 10 A 21
- Livre de bonnes moeurs van Jaques Legrand, Parijs, BnF, Mss, Smith-Lesouëf 73.

Andere werken
- Het Zwarte getijdenboek van Galeazzo Maria Sforza, Wenen, Österreichische Nationalbibliothek Cod. 1856.
- Frontispice in de Bartholomeus Anglicus van Lodewijk van Gruuthuse, Parijs, BnF Ms. fr. 134
- Jean Robertet, Les douzes dames de rhétorique, kopie van Filips van Kleef, München, Bayerische Staatsbibliothek, Ms. gall. 15
- Jean Robertet, Georges Chastellain, en Jean de Montferrant, Les douze dames de rhétorique, Cambridge University Library, MS Nn.3.2
- Jean Robertet, Les douzes dames de rhétorique, kopie van Lodewijk van Gruuthuse, Parijs, BnF, Ms. fr. 1174
- Pembroke getijden, Philadelphia, Free Library, Ms. Lewis E 182
- Gehistorieerde initialen in het gebedenboek van Isabeau de Roubaix, Roubaix,  Bibliothèque municipale, ms.7
- Laatste delen van de kroniek van Froissart gemaakt voor Lodewijk van Gruuthuse, Parijs, BnF Mss. fr. 2645 en 2646 (samen met o.m. de Meester van het gebedenboek van Dresden en de Meester van Margaretha van York).

Kring rond de meester
- Giovanni Boccaccio, De la ruyne des nobles hommes et femmes, vertaling door Laurent de Premierfait van de 'De casibus virorum illustrium', Bucks, The Wormsley Library, Sir Paul Getty, K.B.E., incunabel gedrukt in Brugge door Colard Mansion in 1476